# すべての美しい馬
『すべての美しい馬』（All the Pretty Horses）は、コーマック・マッカーシーの西部劇小説。1992年出版。

## あらすじ
1949年、テキサスに住む16歳のジョン・グレイディは愛する牧場を失うことを悟り、親友のレイシー・ロリンズとともに家を出る。二人は馬を追う生活を夢見、メキシコへ越境する。星の下尾根伝いの旅を続け、厄介者の少年と知り合いつつ、やがてとある牧場に調教師としてもぐりこむ。

## 日本語訳
- 黒原敏行訳（早川書房、1994年／ハヤカワ文庫、2001年）

## 映画

### 概要
コーマック・マッカーシーの同名小説を原作に、俳優のビリー・ボブ・ソーントンが監督。アメリカでは2000年12月25日に、日本では2001年6月30日に公開。

### キャスト
| 役名                           | 俳優                                            | 日本語吹替 |
| ------------------------------ | ----------------------------------------------- | ---------- |
| ジョン・グレイディ・コール     | マット・デイモン ジェシー・プレモンス（幼少期） | 平田広明   |
| レイシー・ロリンズ             | ヘンリー・トーマス                              | 成田剣     |
| アレハンドラ                   | ペネロペ・クルス                                | 石塚理恵   |
| ジミー・ブレヴィンズ           | ルーカス・ブラック                              | 石田彰     |
| ドン・ヘクター・デ・ラ・ロチャ | ルーベン・ブラデス                              | 麦人       |
| J・C・フランクリン             | サム・シェパード                                | 納谷六朗   |
| コール                         | ロバート・パトリック                            |            |
| ドナ・アルフォンサ             | ミリアム・コロン                                | 久保田民絵 |
| 判事                           | ブルース・ダーン                                | 岡部政明   |

- 日本語吹替翻訳：小寺陽子、演出：清水洋史

その他吹替声優：秋元羊介、中博史、瀬能礼子、岩田安生、小室正幸、押切英希、小暮英麻

### スタッフ
- 監督：ビリー・ボブ・ソーントン
- 製作総指揮：ジョナサン・ゴードン、サリー・メンケ
- 製作：ロバート・サレルノ、ビリー・ボブ・ソーントン
- 脚本：テッド・タリー
- 音楽：ラリー・パクストン、マーティ・スチュアート、クリスティン・ウィルキンソン
- 撮影：バリー・マルコウィッツ
- 編集：サリー・メンケ